# Bratca (gmina)
Bratca – gmina w Rumunii, w okręgu Bihor. Obejmuje miejscowości Beznea, Bratca, Damiș, Lorău, Ponoară i Valea Crișului. W 2011 roku liczyła 5158 mieszkańców.